# Андре Ріє
Андре Леон Марі Ніколя Ріє (нід. André Léon Marie Nicolas Rieu), (1 жовтня 1949, Маастріхт, Нідерланди) — нідерландський диригент і скрипаль, якого називають у пресі «Королем вальсу», як колись називали Йоганна Штрауса — сина.

## Життєпис
Андре Ріє, син диригента Андре Ріє — старшого, навчався в Льєжі, потім в Маастріхті, у 1977 р. закінчив Брюссельську консерваторію. Серед вчителів Ріє були, зокрема, Андре Гертлер і Герман Кребберс. Грав у других скрипках Лімбурзького симфонічного оркестру під керівництвом свого батька.
Заснувавши Маастріхтський салонний оркестр, що складався буквально з декількох музикантів, Андре Ріє виступав з ним у голландських притулках для старих, виконуючи віденські вальси. У 1987 році під керівництвом Ріє виник «Оркестр Йоганна Штрауса» (Johann Strauss Orchestra), у якому спочатку було 12 виконавців. Перший концерт оркестр дав 1 січня 1988 р., а у 1992 записав перший диск «Щасливого Різдва» (Merry Christmas). У 1994 році запис Другого вальсу з «Сюїти для естрадного оркестру» Дмитра Шостаковича зробила Ріє і його новий колектив знаменитим на всі Нідерланди, а другий альбом, «Штраус і компанія» (Strauß & Co.), протягом року не покидав національний «Top100».

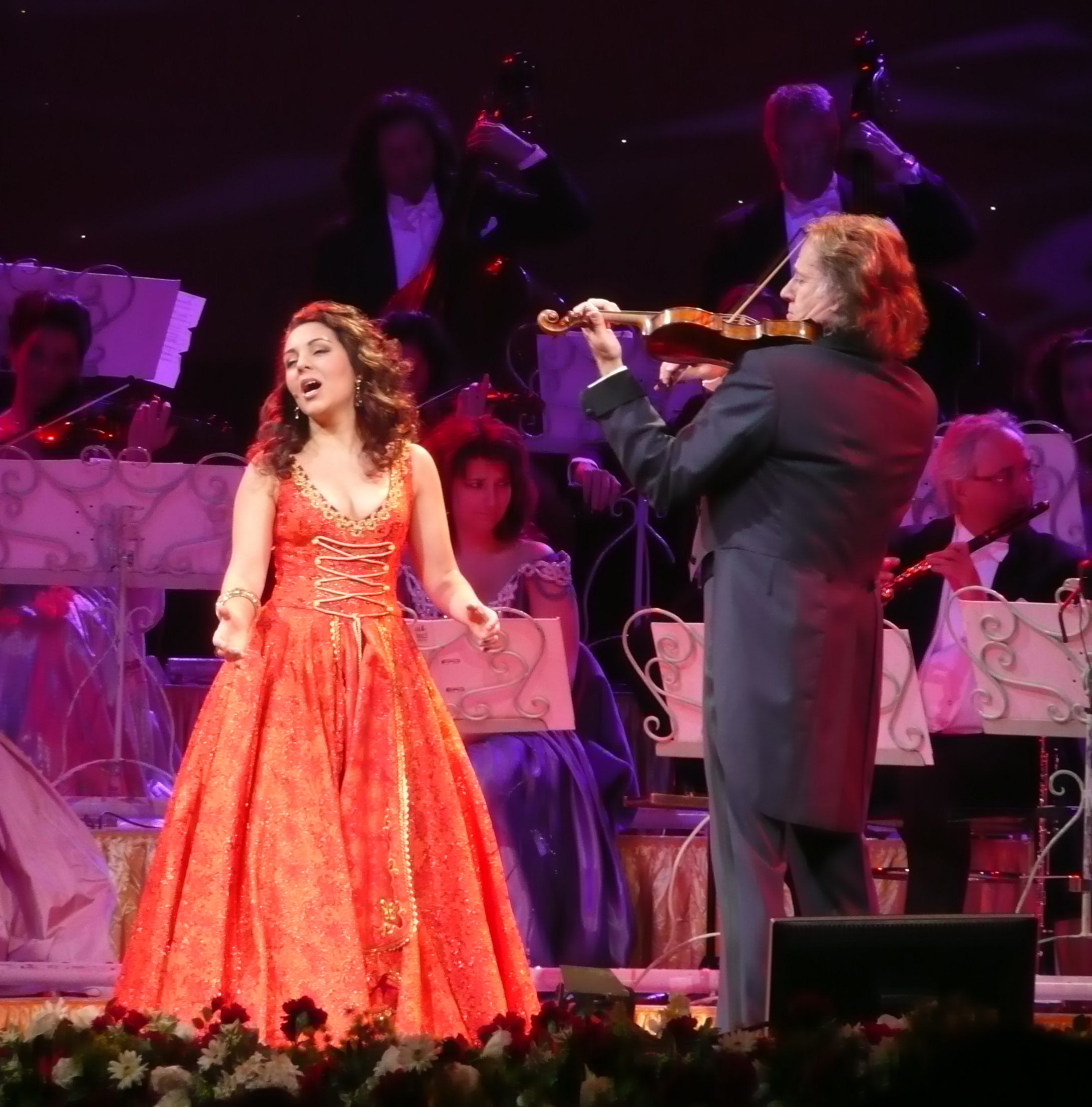
Андре Ріє і Кармен Монарка

Надалі Ріє зі своїм оркестром широко гастролював по світу, кожного року випускав до семи студійних і концертних альбомів, збільшив склад оркестру до 50-55 музикантів. До 2008 року число проданих альбомів Ріє зросло до 27 мільйонів.
Естрадна манера Ріє включає різноманітні елементи шоу, що не всім подобається. Відомий співак Томас Квастгоф зауважив, зокрема, що від гри Ріє «Страдіварі перевертається в труні», а одна з нідерландських радіостанцій класичної музики використовувала слоган "Жодних Ріє — гарантія 100 % ! " (Guaranteed 100 % Rieu — free !). Андре Ріє не дуже цінують у музичній сфері, оскільки його вважають бізнесменом. Він не вагається змішати уривок з симфонії Бетховена («Ода до радості») з популярною народною піснею «Ла Бамба», в якій відчувається вплив іспанського фламенко і мексиканських ритмів. Його тур називається «Всесвітній стадіон-тур» (The World Stadium Tour), тому що виступи відбуваються не у звичайних концертних залах, але в таких місцях, як стадіони, маючи багатолюдну аудиторію.
Однак живі або записані концерти Ріє принесли радість мільйонам людей. Мало хто з його аудиторії є частим слухачем класичної музики. І той факт, що Ріє робить акцент на дуже доступному і приємному репертуарі, залучає слухачів за допомогою його оркестру до стандартів класичного канону. Крім того, Ріє є чудовим скрипалем. Щороку більше ніж 700 тисяч шанувальників приходять на його концерти, які входять до десятки найпопулярніших світових гастролей.
Коли у 2010 році Третій канал радіо Бі-Бі-Сі заснував хіт-парад класичної музики, то перше місце відразу зайняв голландський диригент Андре Ріє.

## Особисте життя
У 1975 році Андре Ріє одружився зі своєю коханою з дитинства Марджорі (1951) і їхньою першою дитиною був Марко (1978). Їх другий син, Петро, народився у 1981 році. Марджорі Ріє працює з чоловіком як керівник їхнього бізнесу. Вона вивчала німецьку та італійську мови, кінознавство, французьку літературу і пише дитячі книжки.

## Нагороди
- Лицар Ордену Нідерландського Лева, (Нідерланди, 2002)
- Почесна медаль провінції Лімбург, (Нідерланди, 2009)
- Лицар Ордену мистецтв та літератури, (Франція, 2009)

## Дискографія
- Arrivederci Roma (November 2015) — with His Johann Strauss Orchestra
- Un amour à Venise (November 2014)
- Les mélodies du bonheur (May 2014)
- Love Letters (2014)
- Nuits magiques (2013)
- Live in Maastricht VI (2012) — 25th Birthday
- Live in Brazil (2012)
- Home for Christmas (2011)
- And the Waltz Goes On (2011)
- Moonlight Serenade (2011) — Australian Albums: No.17
- Roses from the South (2010) — Mainau, Germany
- My African Dream (2010) — South Africa
- Live in Maastricht IV (2010)
- You Raise Me Up — Songs for Mum (2010) — Australian Albums: No.8
- Live in Maastricht III (2009)
- Forever Vienna (2009) — UK: #2, IRE: No.4
- The Best of André Rieu (2009) — Australian Albums: No.23
- Masterpieces (2009) — Australian Albums: No.9
- You'll Never Walk Alone (2009) — Australian Albums: No.2
- I Lost My Heart in Heidelberg (2009) — with the Berlin Comedian Harmonists
- Live in Maastricht II (2008)
- Live in Australia (2008) — Australian Albums: No.14
- Waltzing Matilda (2008) — Australian Albums: No.1
- The 100 Most Beautiful Melodies (2008) — Australian Albums: No.2
- Ich tanze mit dir in den Himmel hinein (2008) — Wedding, Semper Opera, Dresden
- In Wonderland (2007) — Efteling, Nederland
- Live in Vienna (2007)
- New York Memories (2006) — Radio City NY
- Auf Schönbrunn (2006) — Vienna
- Songs from My Heart (2005)
- Christmas Around the World (2005)
- Live in Tuscany (2004)
- Fiesta! (1999)
- 100 Years of Strauss (1999)
- Romantic Moments (1998)
- Waltzes (1998, re-edited in November 1999)
- The Christmas I Love (1997)
- The Vienna I Love (1997)
- In Concert (1996)
- Strauss Gala (1995)
- D'n blauwen aovond (1995)
- Hieringe biete 1 & 2 (1995)
- Strauss & Co (1994)
- Hieringe biete (1993)
- Merry Christmas (1992)
- Romeo and Juliet Love Theme (1993)